# 克里斯·克里斯多佛森
克里斯托佛·克里斯蒂安·「克里斯」·克里斯托佛森（英語：Kristoffer Kristian "Kris" Kristofferson，1936年6月22日—2024年9月28日）是美國鄉村音樂歌手，作曲家，音樂家和電影演員。克里斯·克里斯托佛森最有名的作品是"Me and Bobby McGee", "For the Good Times", "Sunday Mornin' Comin' Down", "Help Me Make It Through the Nigh"。克里斯托弗森的大部分歌曲都是獨自完成，他曾與谢尔·希尔弗斯坦完成納什維爾各種人物描寫。
1985年，克里斯托弗森加入The Highwaymen。2004年，克里斯托佛森入圍鄉村音樂名人堂。

## 早年生活及教育
克里斯·克里斯托佛森出生於德克薩斯州布朗斯維爾，其父是 Mary Ann (本姓 Ashbrook) 和 Lars Henry Kristofferson，美國陸軍航空隊軍官（後來成為 美國空軍少將）。克里斯托佛森的祖父是瑞典軍隊的一名軍官。克里斯托佛森還是個孩子時，他的父親將他推向了軍事生涯。

### 加利福尼亞州聖馬特奧
克里斯托弗森年輕時因為父親的兵役而經常搬家，他們定居在加利福尼亞州聖馬特奧。他於1954年從 聖馬特奧高中畢業。作為一名有抱負的作家，克里斯托佛森立即就讀於 波莫納學院。 他的早期作品包括獲獎論文，“The Rock”和“Gone Are the Days”發表在“大西洋月刊”上。 這些早期的故事揭示了克里斯托弗森的激情和擔憂的根源。 《岩石》講述的是一個形似女性的地理特徵，而後者則是關於種族事件。
17歲時，克里斯托弗森在威克島的疏浚承包商處找了一份暑期工作。他稱這是“我做過的最艱難的工作”。

### 波莫納學院
克里斯托弗森就讀於波莫納學院，並於1958年首次聲名鵲起，出現在《體育畫報》、 《面孔在人群中》，表彰他在大學橄欖球聯盟、美式足球和田徑方面的成就。他和他的同學們在1958年恢復了克萊蒙特學院 橄欖球俱樂部，它仍然是南加州的橄欖球機構。 Kristofferson於1958年畢業，獲得了文學學士學位、“最優秀成績”、文學。 他被選為Phi Beta Kappa大三。在2004 年接受“波莫納學院雜誌”採訪時，克里斯托弗森提到哲學教授弗雷德里克·桑塔格對他的生活產生了重要影響。

### 牛津大學
克里斯托弗森獲得了羅德獎學金到牛津大學，就讀於默頓學院。在牛津期間，他因 拳擊 獲得了藍帶，為他的大學打了橄欖球，並開始了寫歌。 在牛津，他結識了羅德學者、藝術評論家和詩人邁克爾·弗里德。 在他的經理Larry Parnes的幫助下，Kristofferson 以 Kris Carson的名義錄製了Top Rank Records。 帕恩斯正在努力向英國公眾推銷克里斯托佛森，稱其為“牛津的洋人”。如果這有助於他的歌唱事業，克里斯托佛森願意接受這種宣傳方式，他希望這能讓他朝著成為小說家的目標前進。他音樂生涯的早期階段並不成功。1960年，克里斯托弗森畢業於英國文學，獲得B.Phil.學位。
1973年，克里斯托佛森在校友週末期間獲得了波莫納學院的榮譽藝術博士學位，同時還有其他表演者約翰尼·卡什和麗塔·考里奇。 他的獎項是由他的一位波莫納導師弗雷德·桑塔格教授頒發的。

## 事業

### 軍旅生涯
克里斯托佛森迫於家人的壓力，加入了美國陸軍，任官為少尉並獲得了上尉的軍銜。他在拉克堡、阿拉巴馬接受飛行訓練後成為一名直升機飛行員。他還完成遊騎兵學校訓練。1960年代初期，他作為第8步兵師一員加入駐德美軍。在此期間，他恢復了音樂生涯並組建了樂隊。1965年，在他的西德之行結束後，克里斯托佛森調遣至西點軍校教授英國文學。相反，他決定離開軍隊並從事歌曲創作。由於他的職業決定，他的家人不再與他連繫；消息人士不清楚他們是否和解。他們認為這是對他們所代表的一切的拒絕，儘管克里斯托弗森說他為自己在軍隊中的時光感到自豪，並在2003年美國退伍軍人頒獎典禮上獲得了年度退伍軍人獎。

### 音樂
1965年離開軍隊後，克里斯托弗森搬到了納什維爾。他一邊打零工一邊努力爭取音樂上的成功，同時還背負著兒子食道缺陷導致的醫療費用。他和他的妻子不久就離婚。
克里斯托佛森在納什維爾的哥倫比亞錄音室找到了一份清掃地板的工作。他在那裡遇到了June Carter，並要求她給Johnny Cash一盤他的錄音帶。 她做到了，但現金和其他人把它放在了一大堆。他還擔任南路易斯安那州公司Petroleum Helicopters International (PHI) 的商業直升機飛行員，該公司總部位於路易斯安那州拉斐特。克里斯托弗森回憶起他作為飛行員的日子，“那是在我開始表演之前的最後三年，在人們開始剪輯我的歌曲之前。我會在這裡（在路易斯安那州南部）為PHI工作一周，坐在一個石油平台上，飛行直升機。然後我會在周末回到納什維爾，在那里花一周時間嘗試推銷歌曲，然後再回來寫歌一周。我記得'幫助我製作它一夜之間'我坐在一個石油平台的頂部寫道。我在這裡寫下了'鮑比·麥吉'在這裡，還有很多人在路易斯安那州南部。”
在給卡特他的錄音帶幾週後，克里斯托弗森在卡什的前院降落了一架直升機，引起了他全情的關注。一個關於克里斯托弗森一手拿著啤酒，另一隻手拿著幾首歌的故事在抵達時被認為是有名的，但已經被證偽，克里斯托弗森說，“我不推薦這仍然是一種侵犯隱私的行為。說實話 ，我不認為他在那裡......約翰的記憶力非常有創意。”但是在聽到“Sunday Mornin' Comin' Down”後，Cash決定錄製它，那一年克里斯托弗森在鄉村音樂獎上獲得了年度歌曲作者獎。
1966 年，戴夫·杜德利發行了Kristofferson的成功單曲“Viet Nam Blues”。 1967 年，克里斯托佛森與 Epic Records 簽約並發行了單曲《黃金偶像/殺戮時間》，但這首歌並不成功。在接下來的幾年裡，更多克里斯托弗森的原創作品登上了charts，由羅伊·德魯斯基（“Jody and the Kid”）演奏； Billy Walker & the Tennessee Walkers ("From the Bottle to the Bottom")； 雷·史蒂文斯（“Sunday Mornin' Comin' Down”）； 傑里·李·劉易斯（“再次感受”）； Faron Young（“你的時代即將來臨”）；和 羅傑·米勒（“我和鮑比·麥吉”、“所有可能世界中最好的”和“達比的城堡”）。在約翰尼·卡什在紐波特民俗節上介紹他之後，他作為表演者取得了成功。
克里斯托佛森與Monument Records簽約成為錄音藝術家。除了經營該廠牌外，Fred Foster還擔任克里斯托佛森的歌曲創作廠牌Combine Music 的經理。他在 1970 年為紀念碑發行的首張專輯——“Kristofferson”——包括幾首新歌以及他以前的許多熱門歌曲。銷量不佳，儘管這張首張專輯在以“Me & Bobby McGee”的名義重新發行後在次年取得了成功。克里斯托佛森的作品仍然很受歡迎。 雷·普萊斯(“For the Good Times”)，Gladys Knight & The Pips(“幫助我度過難關”)、Waylon Jennings（“The Taker”）、Bobby Bare(“Come Sundown”)、Johnny Cash(“Sunday Morning Comeing Down”) 和Sammi Smith（“Help Me Make It Through the Night”）在 1970 年代初期，他的歌曲都錄製了成功的版本。“For the Good Times”(Ray Price) 於1970年從Academy of Country Music 獲得“年度歌曲”，而“Sunday Morning Comeing Down”(Johnny Cash) 同年從學院的競爭對手鄉村音樂協會那裡獲得了同樣的獎項。這是個人唯一一次因不同歌曲而在同一年從這兩個組織獲得相同獎項。
1971 年，珍妮絲·賈普林與克里斯托佛森約會，在她的死後專輯“Pear”中憑藉“Me and Bobby McGee”獲得了第一名。它在圖表上保持了數週的第一名。更多的點擊來自其他人：Ray Price（“我寧願對不起”）； 喬·西蒙（《幫我熬夜》）； Bobby Bare（“請不要告訴我故事的結局”）； O.C.史密斯（“幫我熬夜”）； 傑瑞·李·劉易斯（《我和鮑比·麥基》）； 帕蒂佩奇（“我寧願對不起”）；和 Peggy Little（“我必須擁有你”）。鄉村音樂表演者肯尼·羅傑斯為 Ruby，不要把你的愛帶到城裡]]專輯。
克里斯托弗森於1971年發行了他的第二張專輯——“銀舌惡魔和我”——其中包括“Lovin' Her Was Easier (Than anything I'll Ever Again)”。這一成功確立了克里斯托弗森作為錄音藝術家的職業生涯。不久之後，克里斯托佛森在“最後一部電影”（由丹尼斯霍珀導演）中首次亮相，並出現在懷特島音樂節。他的懷特島表演的一部分收錄在三張唱片合輯“七十年代第一次偉大的搖滾音樂節”中。 1971年，出演Cisco Pike，並發行第三張專輯Border Lord。這張專輯是全新的素材，銷量低迷。他還橫掃了當年的格萊美獎，憑藉無數歌曲獲得提名，並憑藉《Help Me Make It Over the Night》獲得年度鄉村歌曲獎。克里斯托弗森1972年的第四張專輯“耶穌是摩羯座”最初銷售緩慢，但第三張單曲“Why Me”取得了成功並且意義重大專輯銷量增加。銷量超過一百萬張，並於1973年11月8日被RIAA授予金唱片。
1972年，克里斯托佛森與麗塔·考里奇一起出現在英國電視上的BBC The Old Grey Whistle Test 中，表演了身體親密版本的“Help Me Make It Through the Night”。1972年，艾爾格林在專輯《我仍然愛著你》中發行了他的版本“For the Good Times”。

## 扩展阅读
- Bernhardt, Jack. Paul Kingsbury , 编. . The Encyclopedia of Country Music (New York: Oxford University Press). 1998: 286–287.